# Gran fèlid
El terme gran fèlid – sense cap valor en la classificació biològica – s'utilitza informalment per distingir les espècies més grosses de fèlid de les més petites. Una definició de «gran fèlid» inclou els quatre membres del gènere Panthera: el tigre, el lleó, el jaguar, i el lleopard. Els membres d'aquest gènere són els únics gats capaços de rugir. Una definició més expansiva de «gran fèlid» també inclou el guepard, la pantera de les neus, la pantera nebulosa, i el puma.
Malgrat les grans diferències en mida, les diferents espècies de gat s'assemblen força en l'estructura i el comportament, amb excepció del guepard, que és completament diferent de qualsevol gran o petit fèlid. Tots els fèlids són carnívors i eficients depredadors alfa. Viuen a les Amèriques, Àfrica, Àsia i Europa.

## Rugit
L'habilitat de rugir prové d'una laringe allargada i especialment adaptada i un aparell hioide. (Tanmateix, la pantera de les neus no pot rugir, malgrat tenir una morfologia hioide similar als fèlids que poden rugir). Quan l'aire passa a través de la laringe cap als pulmons, les parets cartilaginoses de la laringe vibren, produint així so. La laringe del lleó és la més llarga, donant-li el rugit més robust.